# История Сургута
История Сургута началась в 1594 году, когда он был основан русским воеводой Фёдором Барятинским во время одного из завершающих этапов русского покорения Западной Сибири, происходившего в конце XVI века.

### Основание
Сургут — один из первых русских городов Сибири, уступающий в возрасте только Тюмени (1586), Тобольску (1587) и Берёзову (1593).
19 февраля 1594 года царём Фёдором Иоанновичем был дан Указ (Наказ) воеводе Фёдору Барятинскому и письменному голове Владимиру Оничкову о строительстве «города Сургута» близ остяцкой крепости князя Бардака (Бородока). В конце лета — начале осени того же года был построен деревянный рубленый город — Сургутский кремль. Разместились в нём воеводский двор, пороховой погреб, тюрьма, государевы амбары, Троицкая церковь, а позднее — Гостиный двор. Население составляло 155 служивых людей. К ведомству сургутских воевод принадлежали все остяцкие «городки и волости, которые пошли от Сургута вниз по Оби к устьям Иртыша и которые пошли вверх по Оби к Пегой Орде и выше».
Первыми воеводами Сургута считаются Фёдор Барятинский-Борец и Владимир Аничков. Сегодня на центральной улице города стоит памятник основателям города: воеводе, купцу, казаку и священнику.
Около 1597 года сургутским воеводам было «указано» взимать таможенные пошлины, для чего была основана Сургутская таможня (таможенная изба) – учреждение, ведавшее таможенными сборами на территории Сургутского уезда. Штат состоял из таможенного головы и целовальников (присылавшихся на год по выбору посадских общин из поморских и сибирских городов), которые производили досмотр и оценку товаров, сбор пошлин.

### Крепость
Сургут в конце XVI века представлял собой небольшую крепость с двумя воротами, четырьмя глухими и одной проезжей башнями. В 1596 году построен Гостиный двор. Укрепление, построенное из крепкого дерева, располагалось на мысе, так что к нему невозможно было подойти незаметно ни с реки, ни с суши. На центральной площади городища располагалось культовое место. По всему периметру крепость была окружена рвом, который перекрывался сооружениями оборонительной системы. За пределами селения шли специальные постройки — ремесленные мастерские, в частности, кузница. По именному списку 1625 года здесь проживало 222 служилых человека. В дальнейшем, из-за высокой смертности население Сургута постепенно уменьшалось. В 1627 году проживало 216 человек, в 1635 — 200 человек, в 1642 — лишь 199. Во 2-й половине XVII века численность населения колебалась в районе 200 человек, к концу века насчитывалось 185 жителей.
В XVII—XVIII веках Сургут — один из центров русского освоения Сибири. Среди воевод Сургута — Фёдор Барятинский-Борец (1594), Осип Плещеев (1595—1596), князь Семён Лобанов-Ростовский (1596—1599), боярин Фёдор Долгоруков (1599), Яков Барятинский (1601—1602), Фёдор Головин (1604), Иван Засекин (1606), Григорий Феофилатьев (1620—1623), Михаил Гагарин Турок (1627—1628), Никифор Мещерский (1652—1653), князь Константин Щербатов (1676—1677).
К середине XVII века город стал одним из самых крупных центров торговли.
В 1708 году Пётр I издал указ, согласно которому Сургут стал частью учреждённой Сибирской губернии.
28 июля 1712 Сургут сгорел. Через шесть лет он был отстроен заново «вокруг острым острогом с четырьмя башнями».

### Уездный город
С 1782 года образован уездный город Сургутского уезда Тобольского наместничества, губернии. В 1785 году утверждён герб города.
В 1846 году в Сургут пришёл первый пароход.
22 июля 1840 года «от неизвестной причины» в Сургуте разразился опустошительный пожар и город полностью выгорел: сгорели 83 дома, деревянная церковь, ограда, караульня, казачья сборная изба, питейный дом с подвалом.
В конце XVIII века, в связи с развитием южных городов Сибири, утратил своё административное значение. С 1868 года — окружной, а с 1898 года — уездный город Тобольской губернии.
Жители Сургута, как и другие сибиряки, находились на государственном обеспечении. Служилые люди получали годовое жалование деньгами (от 5 рублей 25 копеек), хлебом (8 четвертей холостым и 11 четвертей женатым казакам) и солью (полтора пуда женатым и пуд с четвертью холостым). Снабжались жители оружием и боеприпасами.
Город издавна был местом ссылки. В историю Сургута XIX — начала XX веков заметную роль внесли политические ссыльные: декабристы, участники польского восстания 1863—1864 гг., землевольцы, народники и другие борцы с самодержавной властью.
Культурная жизнь в городе развивалась стремительными темпами, 1835 год — строительство первой казачьей школы, 1877 год — первое мужское училище. Через несколько лет после этого в городе начала своё функционирование церковно-приходская школа. В 1878 году в Сургуте начали свою работу: народный дом, библиотека и даже метеостанция.
В 1891 году наследник престола будущий император Николай II встретился с жителями города на пристани в районе села Белый Яр во время восточного путешествия.

Уездный исправник Григорий Пирожников

В конце XIX века (по переписи 1897 года) население Сургута составляло 1,1 тыс. человек. Основным занятием жителей было рыболовство, охота, выделка шкурок пушных зверей, обработка рыбы и дичи, сбор и заготовка ягод и кедровых орехов, скотоводство, заготовка дров. Немалое значение имела торговля. Распоряжением Тобольского Губернаторского правления от 15 (27) мая 1866 года была учреждена Сургутская ярмарка, названная Рождественской.
В 1900 году на сургутскую пристань в Белом Яру протянули телефонную линию протяженностью семь километров,
соединившую полицейское управление города и сторожевое помещение на пристани Белый Яр. В начале XX века в Сургуте действовали две начальные трёхлетние церковно-приходские школы для мальчиков и девочек. В 1903 году было открыто городское двуклассное училище Министерства народного просвещения со сроком обучения пять лет. В 1905 году по инициативе уездного исправника Григория Пирожникова при уездном Комитете попечительства о народной трезвости была открыта первая общественная библиотека-читальня. Чтения сопровождались показом световых картин при помощи волшебного фонаря, игрой на граммофоне, гармонике и скрипке. Согласно отчёту о посещении чайной и библиотеки-читальни за восемь лет (1905—1912 гг.) чтения посетило 14,5 тыс. человек, в том числе инородцев 4366 человек. С 1913 года по инициативе Пирожникова был устроен телеграф.
10 ноября телеграфист Шишкин принял первые телеграммы на имя Пирожникова. Из Тюмени: «Приветствую энергичного инициатора прорубленным окном Сургута к свету. Швецов». Из Тобольска: «Сердечно благодарю за память и внимание близких мне северян, радуюсь осуществлению их давнишнего желания. Дунин — Горкавич».

### Место ссылки
Политическая ссылка в XVII веке
С момента основания город был местом политической ссылки. Первоначально сюда ссылали непокорных казаков, чтобы обеспечить необратимое русское присутствие в Сибири. В конце XVI века на строительство Сургутского острога и хозяйственное освоение территории было прислано 112 человек, в числе которых были черкасы. В дальнейшем в Сургут были сосланы участники Томского восстания 1648—1649 годов и восстания Степана Разина.
Кроме того, в Сургут ссылали старообрядцев, пленных литовцев, поляков и шведов, взятых в плен в ходе Русско-польской и Северной войн.
Политическая и уголовная ссылка в XVIII—XX веках
Во второй половине XVIII века политическая и уголовная ссылка приобрела массовый характер в связи с указами Елизаветы Петровны и Екатерины II, согласно которым, в ссылку и на каторгу в Сибирь направлялись непокорные крестьяне. В архивных документах по истории Сургута сохранились свидетельства о столкновении местного населения с беглыми каторжниками, которые занимались грабежом, конокрадством и изготовлением фальшивых денег.
В 1826 году в Сургут был отправлен «на вечное поселение» участник Восстания декабристов дворянин Андрей Шахирев. Умер в Сургуте 17 (29) мая 1828 г. В апреле 1828 года после года каторги на поселение в Сургут был направлен и другой декабрист — Василий Тизенгаузен. В Сургутской ссылке находился около года, затем по состоянию здоровья был переведен в Ялуторовск.

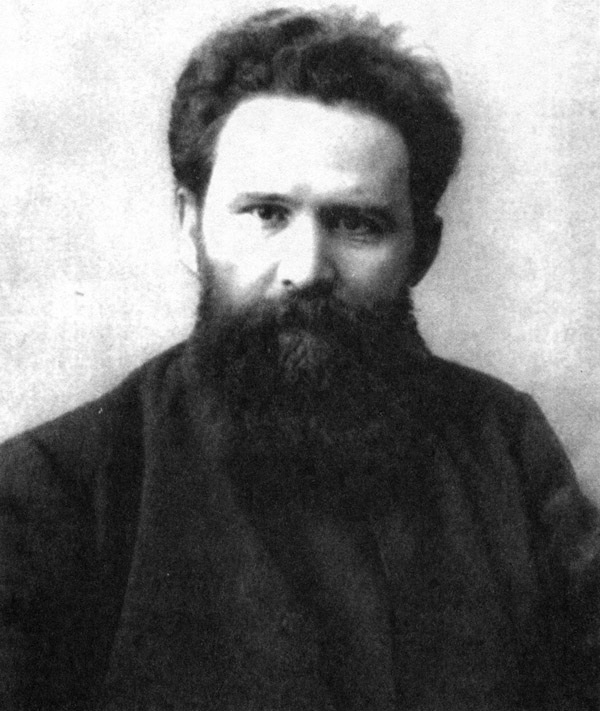
Писатель Владимир Галактионович Короленко в 1880-е годы

С 1860-х годов наступает новый этап политической ссылки в Сибири. Представители дворянского сословия уступают место выходцам из разночинской среды: учителям, врачам, студентам, гимназистам. В Сургуте в ссылке оказываются группа поляки-повстанцы — участники Польского восстания 1863 года, революционеры-народники, осуждённые по «Процессу ста девяноста трех», в том числе супруги Александр Николаевич и Елена Ивановна Аверкиевы и по «Процессу пятидесяти», террористы-народовольцы. В конце августа 1881 г. из Тобольска в Томск через Сургут последовал под конвоем политический арестант, будущий известный писатель Владимир Короленко.
Сургутские политические ссыльные занимались кустарным производством (сапожным, столярным делом), торговлей, культурно-просветительской деятельностью (преподавали, организовывали кассы взаимопомощи и библиотеки общего пользования) и научной работой. Дворянин Сергей Порфирьевич Швецов за два года ссылки сумел собрать материал об истории города и жизни горожан и написать книгу «Очерки Сургутского края».
Во время революции 1905—1907 годов на Тобольский Север свозили представителей всех политических партий, участвовавших в революции. В 1906 году, находясь в ссылке в Сургуте, Алексей Николаевич Ушаков был избран депутатом Государственной Думы I-го созыва.
После победы Февральской революции 1917 году Временное правительство издало Указ об общей политической амнистии, согласно которому все политические заключенные подлежали освобождению. 26 апреля (9 мая) 1917 года политическая ссылка была официально упразднена.
Административная высылка в 1920—1930-е годы
Почти сразу после Октябрьской революции 1917 года большевики вновь восстановили ссылку. Состав политических ссыльных отличался пестротой. В Сургуте и Сургутском районе отбывали ссылку священник, член Священного Собора Российской православной церкви, профессор Илья Михайлович Громогласов, профессор Московской духовной академии, богослов Иоанн Васильевич Попов, епископ Русской православной церкви, архиепископ Курский и Обоянский Онуфрий. Все трое впоследствии были причислены православной церковью к лику святых. Также в Сургутский район был сослан один из лидеров партии эсэров Михаил Яковлевич Гендельман.
В годы Большого террора 1937—1938 годов большинство административно-ссыльных и высланных, оказавшихся в Сургуте и Сургутском районе в 1920—1930-е гг., подверглись разным формам репрессий, в том числе и расстрелу.
Крестьянская ссылка в 1930-е годы и депортация народов в годы Второй мировой войны
В 1930-е годы Сургут как и весь Остяко-Вогульский округ стал одним из районов расселения нескольких десятков тысяч раскулаченных крестьян, городских «деклассированных элементов», населения приграничных районов СССР (Украина, Беларусь), спецпоселенцев. Они способствовали развитию лесной и рыбной промышленности, сельского хозяйства, работали учителями и врачами, участвовали в освоении нефтяных месторождений.
В 1937—1942 годах расстреляли 133 жителя Сургута и Сургутского района. Из них подавляющее большинство составляли спецпереселенцы.
В начале 1942 году Сургутский район принял первую группу депортированных. В навигацию 1942 года прибыло 1609 переселенцев: немцы и финны из Ленинградской области, русские, украинцы, молдаване, румыны из приграничных территорий СССР. Во второй половине 1944 года в Сургутский район прибыло 1118 депортированных калмыков, обвиненных в пособничестве фашистам. Подавляющее большинство депортированных сюда народов было занято в рыбной промышленности.
После смерти Сталина ситуация в стране изменилась. В 1954 года с трудовой ссылки были освобождены раскулаченные крестьяне, в 1956 году — калмыки, греки, болгары, армяне, крымские татары, чеченцы, ингуши, карачаевцы и другие народы. Однако не все бывшие спецпоселенцы, получившие разрешение на выезд, воспользовались этим правом, многие предпочли остаться.
Памятник жертвам политических репрессий установлен на набережной Оби в районе Сургутского речного порта — места высадки ссыльных.

### Гражданская война

Сургут на карте Уральской области в 1925 году

4—16 апреля 1918 года в Сургуте состоялся уездный съезд Советов солдатских, крестьянских и инородческих депутатов, который заявил о поддержке Совета народных комиссаров и объявил себя полноправным органом власти, существующим в Сургуте и уезде.
К июню 1918 года в Сургуте и уезде активизировались контрреволюционные настроения. Сургутский Совет был распущен, а его председатель был арестован и казнён. Власть перешла в руки Временного Сибирского правительства, сформированного белогвардейцами в Омске. В ноябре 1918 года вся власть в Сибири и на Дальнем Востоке сосредоточилась в руках Верховного правителя России А. В. Колчака.
В начале ноября 1919 года в северных районах губернии развернулось антиколчаковское партизанское движение. Успехи Красной Армии и активность партизанских отрядов привели к отступлению войск Колчака. 9 декабря 1919 года партизанский отряд занял Сургут. 20 декабря 1919 года был организован Сургутский уездный ревком.
В конце января 1921 года в Тюменской губернии вспыхнуло антибольшевистское Западно-Сибирское крестьянское восстание против продразверстки в деревне. 9 марта отряд повстанцев занял Сургут. 29 мая 1921 года восстание было подавлено отрядом особого назначения Красной Армии.

### Село Сургут — районный центр
С 3 ноября 1923 года город стал центром района Тобольского округа Уральской области.
Уже 4 февраля 1925 году вышло постановление Президиума Уральского Областного Исполнительного Комитета Советов рабоче-крестьянского комитета и казачьих депутатов, в котором числится следующее: "Исключить из списка городских поселений и перечислить в разряд сельских местностей следующие населенные пункты, числившиеся городами до 1917 года: Березов, Далматов, Дедюхин, Сургут".

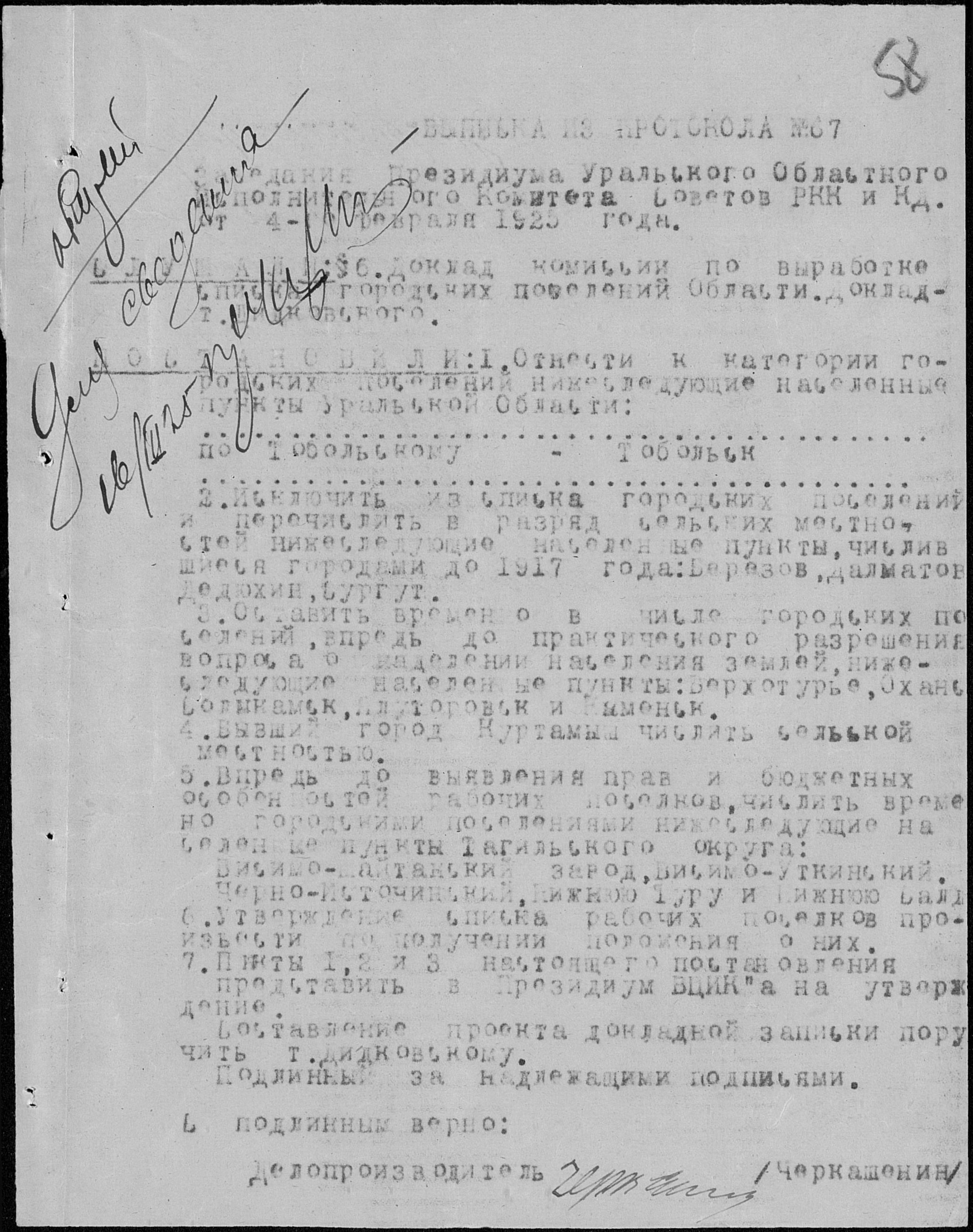
Документ о смене статуса города Сургута на статус села. 4 февраля 1925 года.

С 5 апреля 1926 года Декретом ВЦИК город Сургут «обращён в сельскую местность» — село Сургут, в связи с малочисленностью населения (1,3 тыс. человек) и отсутствием промышленного производства.
По-видимому, Сургут потерял статус города ещё в феврале 1925 года, однако правительство Советского Союза ратифицировала это изменение лишь в апреле 1926 года.
В 1928 году было создано первое промышленное предприятие — рыбоконсервная фабрика. В 1929 году организован колхоз, в 1930 — лесоучасток, в 1931 — леспромхоз. В 1930-х годах в Сургуте были начаты попытки добычи полезных ископаемых. С 13 марта 1933 года в Сургуте стала издаваться рукописная газета под названием «Вырты кантыко», («Красный туземец»). 23 октября 1934 года выходит первая печатная газета — «Организатор» («Сургутская трибуна»).
В 1920—30-е годы Сургут оставался местом ссылки. Многие из ссыльных были расстреляны. Репрессиям подвергалось и коренное население Сургутского района. Их обвиняли в шаманстве, в сочувствии участникам антисоветского Казымского вооруженного восстания, произошедшего в 1931—1934 годах в Ямальском национальном округе.
В годы Великой Отечественной войны из Сургута ушли на фронт 2 615 человек. Был мобилизован каждый пятый житель. Не вернулись с войны 1240 человек. За боевые подвиги, проявленные на фронтах войны, сургутяне Т. Х. Ажимов и И. В. Корольков были удостоены звания Героя Советского Союза. В 2005 году на городском Мемориале славы были установлены их бюсты.
Во время войны в Сургут была эвакуирована Одесская рыбоконсервная фабрика (это единственный случай эвакуации промышленного объекта на Тюменский Север). Промышленность города обслуживала нужды фронта продовольствием и угольную промышленность Кузбасса лесоматериалами.

### Город Сургут — центр нефтедобычи
В середине 1920-х годов академик Губкин предсказал, что в Западной Сибири есть огромные залежи природного газа и нефти, но из-за начала Великой Отечественной войны разработкой нефтяных и газовых месторождений занялись только в конце 1940-х. Лишь в середине 1950-х годов экспедиция под руководством Фармана Салманова, в которую вошли 30 семей геологоразведчиков, впервые ступила на сургутскую землю. В последующие годы велась активная разработка нефтяных и газовых месторождений. В октябре 1958 года, в связи с ростом населения и строительством первых производственных объектов, село Сургут получило статус посёлка городского типа.
15 ноября 1962 года было подтверждено наличие больших залежей нефти в регионе. В последующие годы на территории района было открыто около 30 новых месторождений. В сентябре 1964 году на аэродроме в районе Чёрного Мыса приземлился самолёт Ан-24, открывший регулярное авиасообщение с Тюменью.
25 марта 1965 создана Сургутская контора бурения, позднее переименованная в Сургутское управление буровых работ № 1. Старейшая в нефтяной отрасли Западной Сибири организация.
25 июня 1965 года Сургут приобретает статус города окружного подчинения. Открыт Речной порт для обслуживания предприятий нефтегазового и строительного комплексов. Построен первый крупнопанельный дом в Среднем Приобье.
В феврале 1972 года ГРЭС-1 дала первый ток. Однако темпы роста энергопотребления нефтяного Приобья превышали общесоюзные в пять раз. Ежегодно по одному блоку мощностью в 200 МВт вступали в строй. Потом пришла очередь второй Сургутской ГРЭС, где к 1988 году было введено ещё шесть блоков, — по 800 МВт. На первой электростанции построены два теплофикационных блока, которые снабжают Сургут. В 1975 году открыт крупнейший в Западной Сибири железнодорожный мост через р. Обь, протяжённостью два км. В 1978 году пришёл первый поезд на железнодорожную станцию Сургут.
В конце семидесятых годов произошло реформирование нефтегазовой отрасли: добывающие управления были преобразованы в мощные производственные объединения, в их состав вошли десятки предприятий. На 2008 год акционерное общество «Сургутнефтегаз» занимало 7-ю строчку в рейтинге крупнейших компаний в России по объёмам выручки.
В 2000 году было открыто автомобильное движение через р. Обь, введён в строй уникальный Югорский мост, уникальный вантовый мост длиной более двух км.

### В настоящее время

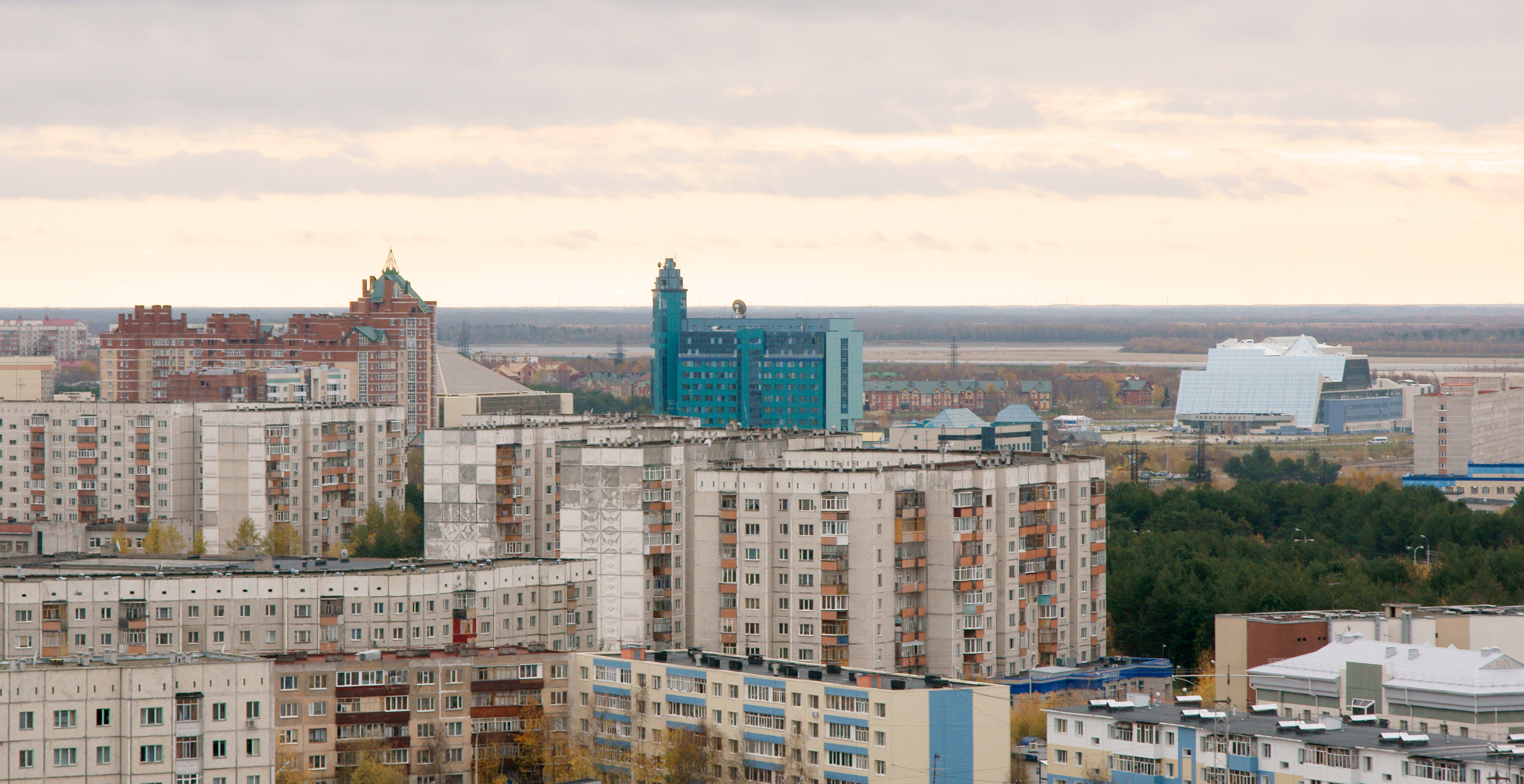
Панорама города: Тюменьэнерго, Газпром, Сургутский университет

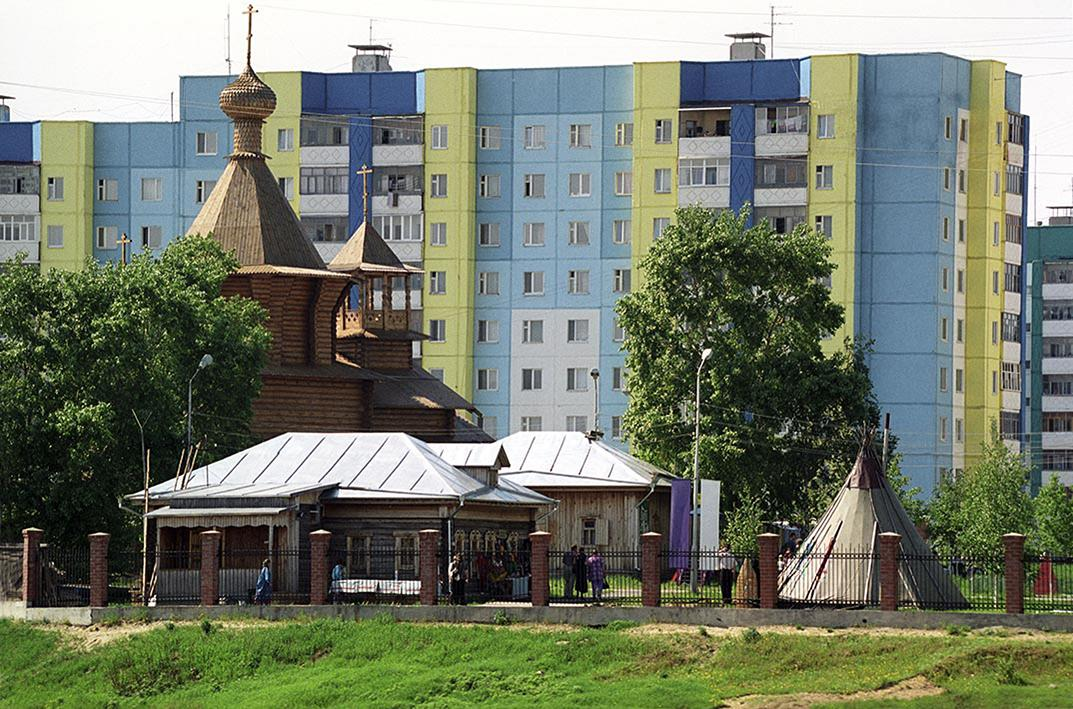
Историко-культурный центр «Старый Сургут»

В настоящее время город занимает 3-е место в стране по объёмам промышленности, уступая Москве и Санкт-Петербургу. В городе активно работают крупнейшие компании топливно-энергетического комплекса: «Сургутнефтегаз», «Тюменьэнерго», «Газпром» и другие. Сейчас Сургутнефтегаз ежегодно добывает более 60 миллионов тонн нефти и почти десять миллиардов кубометров природного газа. А в 1997 году на промыслах была получена 1000 000 000-я — с начала освоения месторождений — тонна сургутской нефти. Сегодня Сургут является одним из крупнейших культурных и промышленных центров Ханты-Мансийского автономного округа и всей Тюменской области. Сургут — это стратегически важный центр нефте- и газодобывающей промышленности России.
Развит трубопроводный транспорт (крупнейший узел нефте- и газопроводов). Основным фактором экономической стабильности города остаётся развитие нефтедобывающей и энергетической отраслей. Развивается малый и средний бизнес, социальная сфера (образование и наука, здравоохранение, культура, спорт). Сургут — молодёжный город, здесь проживает около 76 тыс. молодых людей в возрасте от 14 до 30 лет, что составляет 20 % городского населения.
В 2009 году Сургут входил в топ-3 городов России по количеству автомобилей на душу населения. Также Сургут входит в топ самых быстрорастущих городов, а ещё занимает 4 место городов с самым дорогим жильём.